# Bottingen
Bottingen ist ein Ortsteil der Gemeinde Teningen im Landkreis Emmendingen in Baden-Württemberg und liegt südlich des Ortsteils Nimburg auf 215 m ü. NN.
Die Endung des Ortsnamens („-ingen“) weist auf eine Gründung im 5. oder 6. Jahrhundert durch alemannische Siedler hin. Vorher gab es – archäologischen Funden zufolge – auf der Gemarkung römische Gutshöfe („villae“). Erwähnungen Bottingens in Urkunden des Klosters St. Gallen aus dem 8. Jahrhundert sind zweifelhaft; zuverlässig schriftlich erwähnt ist der Ort 1209 als Besitzschwerpunkt des Klosters Tennenbach bei Emmendingen, dem hier bis ins 18. Jahrhundert zwei Höfe gehörten.
Sicher ist, dass Bottingen im ausgehenden 11. und im 12. Jahrhundert zur Herrschaft der Grafen von Nimburg gehörte. Spätestens im 13. Jahrhundert wurde es dem benachbarten Herrschaftssitz Nimburg angeschlossen, mit dem es in der Folgezeit eine Gemeinde bildete und dessen politisches Schicksal unter den Grafen von Freiburg, den Grafen von Tübingen-Lichteneck und – seit 1465 – den Markgrafen von Baden es teilte.
Auch kirchlich gehörte der kleine Ort früh zu Nimburg. Eine dem heiligen German geweihte, heute abgegangene Kapelle, über die kaum Nachrichten vorliegen, stand einst auf dem von Süden gegen das Dorf vorspringenden Nimberg.